# Catharanthus trichophyllus
Catharanthus trichophyllus – gatunek rośliny należący do rodziny toinowatych (Apocynaceae). Występuje endemicznie na Madagaskarze, w prowincjach Antsiranana, Mahajanga oraz Toamasina. Można to spotkać między innymi w Parku Narodowym Ankarafantsika oraz Parku Narodowym Marojejy.
Rośnie zarówno w bioklimacie wilgotnym, przejściowym, jak i suchym. Występuje na wysokości do 1500 m n.p.m.